# Habitatge al carrer de Santa Anna, 7 (Tortosa)
L'Habitatge al carrer de Santa Anna, 7 (antiga casa Lamote) és una obra del municipi de Tortosa (Baix Ebre) inclosa en l'Inventari del Patrimoni Arquitectònic de Catalunya.

## Descripció
Es tracta d'una casa entre mitgeres d'uns 8m d'amplada a la façana. Sobresurt respecte a la línia de carrer en el seu extrem esquerre, degut a l'irregular traçat. Consta de planta i tres pisos. A la planta, una porta d'arc escarser que dona accés a les habitatges, amb la data de 1840 gravada a la dovella central, i dues finestres enreixades, corresponents a dues estances auxiliars amb accés només per l'interior. A cada pis hi corresponen tres balcons de base de pedra sostinguda per cartells decoratius també de pedra (el tercer són més petites). El voladís superior, en forma de cornisa motllurada amaga l'estructura de la teulada. Quant al parament, a la planta és de carreus de pedra arenisca i en els pisos es troba arrebossat, amb posterioritat a la data gravada a la porta. L'arrebossat simula carreus amb treballs senzill d'encoixinat en els forjats. A la franja sota el voladís i les llindes de les finestres, esgrafiats amb decoració vegetal i floral entrellaçada.

## Història
Es troba dintre el sector que antigament pertanyia al barri jueu de la ciutat. El carrer Santa Anna representa, amb el Major de Sant Jaume, l'eix del tot el barri, l'únic lloc on hi ha predomini dels habitatges plurifamiliars.